# Hwang Hye-young
Pour les articles homonymes, voir Hwang.
Dans ce nom coréen, le nom de famille, Hwang, précède le nom personnel.
Hwang Hye-young est une joueuse de badminton sud-coréenne née le 16 juillet 1966.
Elle est sacrée championne olympique en double dames avec Lee Yong-dae et vice-championne olympique en double féminin avec Chung So-young en 1992 à Barcelone.